# Opilio Rossi
Opilio Rossi (New York, 14 maggio 1910 – Roma, 9 febbraio 2004) è stato un cardinale e arcivescovo cattolico italiano.

## Biografia
Nacque a New York il 14 maggio 1910 da genitori originari di Scopolo di Bedonia, in provincia di Parma e diocesi di Piacenza. Rimasto orfano in tenera età rientrò, con il fratello maggiore (che in seguito diverrà anch'egli sacerdote) in Italia, dove frequentò il Collegio Alberoni di Piacenza.
L'11 marzo 1933 fu ordinato presbitero, a Piacenza, dal vescovo Ersilio Menzani.

### Ministero episcopale e cardinalato
Il 21 novembre 1953 fu nominato arcivescovo titolare di Ancira e nunzio apostolico in Ecuador. Il 27 dicembre successivo ricevette l'ordinazione episcopale, nella cattedrale di Piacenza, dall'arcivescovo Aloysius Joseph Muench, nunzio apostolico in Germania e vescovo di Fargo, co-consacranti l'arcivescovo Umberto Malchiodi, vescovo coadiutore di Piacenza, e il vescovo di Carpi Artemio Prati.
Nel 1959 divenne nunzio apostolico in Cile e nel 1961 in Austria.
Papa Paolo VI lo elevò al rango di cardinale nel concistoro del 24 maggio 1976, assegnandogli la diaconia di Santa Maria Liberatrice a Monte Testaccio. Ebbe importanti incarichi in curia: fu presidente del Pontificio consiglio per i laici, poi del Pontificio consiglio per la famiglia e infine del Pontificio comitato per i congressi eucaristici internazionali. Fu per alcuni anni cardinale protodiacono, finché il 22 giugno 1987 optò per l'ordine dei cardinali preti ed ebbe il titolo di San Lorenzo in Lucina.
Morì a Roma il 9 febbraio 2004, all'età di 93 anni. Le esequie si tennero il 13 febbraio alle ore 11 all'Altare della Confessione della basilica di San Pietro in Vaticano. La liturgia esequiale fu presieduta da papa Giovanni Paolo II, che tenne l'omelia e il rito dell'ultima commendatio e della valedictio, mentre la santa messa fu celebrata dal cardinale Joseph Ratzinger, decano del Collegio cardinalizio. La salma riposa nella chiesa parrocchiale di Santa Giustina di Scopolo, terra di origine del prelato.

## Genealogia episcopale e successione apostolica
La genealogia episcopale è:
- Cardinale Scipione Rebiba
- Cardinale Giulio Antonio Santori
- Cardinale Girolamo Bernerio, O.P.
- Arcivescovo Galeazzo Sanvitale
- Cardinale Ludovico Ludovisi
- Cardinale Luigi Caetani
- Cardinale Ulderico Carpegna
- Cardinale Paluzzo Paluzzi Altieri degli Albertoni
- Papa Benedetto XIII
- Papa Benedetto XIV
- Papa Clemente XIII
- Cardinale Marcantonio Colonna
- Cardinale Giacinto Sigismondo Gerdil, B.
- Cardinale Giulio Maria della Somaglia
- Cardinale Carlo Odescalchi, S.I.
- Cardinale Costantino Patrizi Naro
- Cardinale Lucido Maria Parocchi
- Papa Pio X
- Cardinale Gaetano De Lai
- Cardinale Raffaele Carlo Rossi, O.C.D.
- Cardinale Amleto Giovanni Cicognani
- Cardinale Aloysius Joseph Muench
- Cardinale Opilio Rossi

La successione apostolica è:
- Vescovo Leonidas Eduardo Proaño Villalba (1954)
- Vescovo Luis Alfredo Carvajal Rosales (1955)
- Vescovo Angelo Barbisotti, F.S.C.I. (1958)
- Vescovo José Félix Pintado Blasco, S.D.B. (1959)
- Cardinale Raúl Silva Henríquez, S.D.B. (1959)
- Arcivescovo Manuel Sánchez Beguiristáin (1960)
- Arcivescovo Giovanni Moretti (1971)